# Лагурка
Церковь святых Кирика и Иулитты (груз. კალას წმინდა კვირიკესა და ივლიტას სახელობის ეკლესია), известная как Лагурка (груз. ლაგურკა) — средневековая православная монастырская церковь в Местийском муниципалитете в грузинском крае (мхаре) Самегрело-Верхняя Сванетия. Этот район является частью высокогорного историко-культурного региона Верхняя Сванетия, главной христианской святыней которого считается Лагурка. Название церкви происходит от имени Кирик на местном сванском языке. Это зальная церковь, украшенная фресками, написанными художником Тевдоре в 1111/1112 годах. В 2007 году церковь была включена в список недвижимых культурных памятников национального значения Грузии

## История

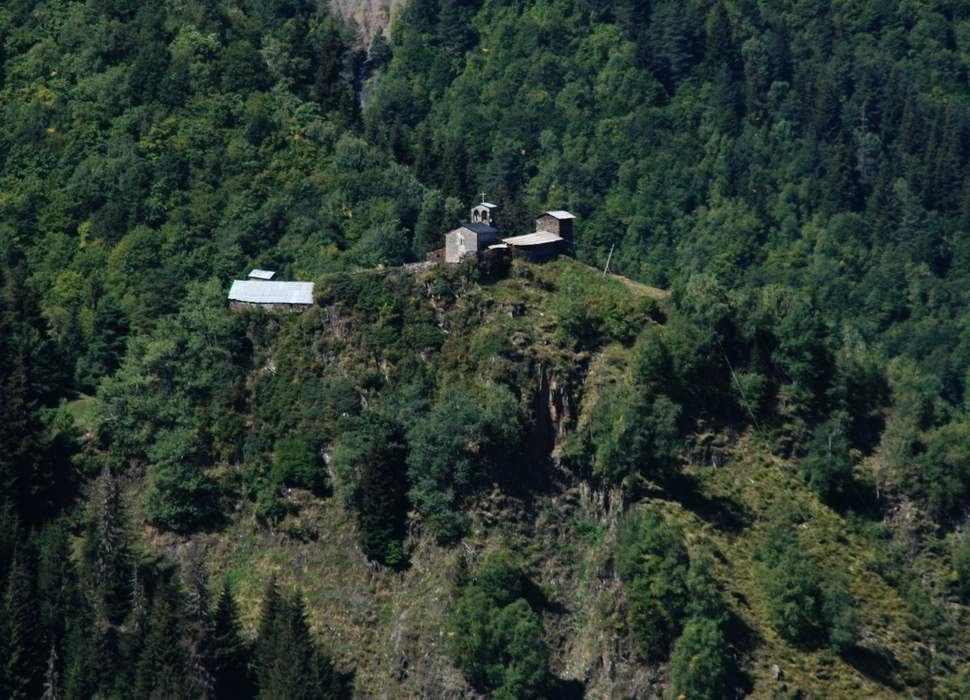
Лагурка

Лагурка расположена на высоком холме над деревней Хе в территориальной единице Кала Местийского муниципалитета на левом берегу верхнего течения реки Ингури, на высоте около на 2200 м над уровнем моря. Холм покрыт густым лесом, к церкви ведёт единственная тропинка.
Церковь посвящена ранним христианским мученикам Кирику и Иулитте, которые считаются покровителями общины Кала. Сама Лагурка считается святыней сванов, на древней церковной иконе они традиционно дают особо важные клятвы. В церкви проходит ежегодный религиозный сванский праздник Квирикоба («день Кирика»), который проводится каждый год 28 июля. По словам историка Эквтиме Такаишвили, для сванов Лагурка — это то же, чем для древних греков было Дельфи — символ их единства.
Во время Сванского восстания 1875 года у храма Лагурка сваны давали общую клятву сопротивляться политике российской администрации.

## Описание
Точная дата, когда была построена Лагурка, неизвестна. Судя по архитектурному стилю, существующая церковь датируется периодом между концом X и началом XII века. Лагурка имеет размер 5×2,70 м, она построена из желтоватых известняковых блоков. Это зальный храм, с более поздними пристройками с юга и с севера. К западу пристроена двухэтажная колокольня, которая также служит притвором. Первоначально церковь имела три входа с юга, с севера и с запада. Сейчас в здание можно попасть только через вход в южной пристройке. Здание было окружено высокой зубчатой каменной стеной, которая теперь лежит в руинах. Другие здания, такие как трапезная и кельи, расположены ниже на склоне горы. Внутри церкви полукруглая апсида отделена от нефа каменным трёхчастным иконостасом. Цилиндрический свод церкви опирается на одну поддерживающую арку. Каждая из продольных стен разделена парой арочных пилястр. У церкви два окна, по одному в апсиде и западной стене; дневной свет, проникая через них, освещает обширные фрески на западных и восточных стенах.

### Фрески

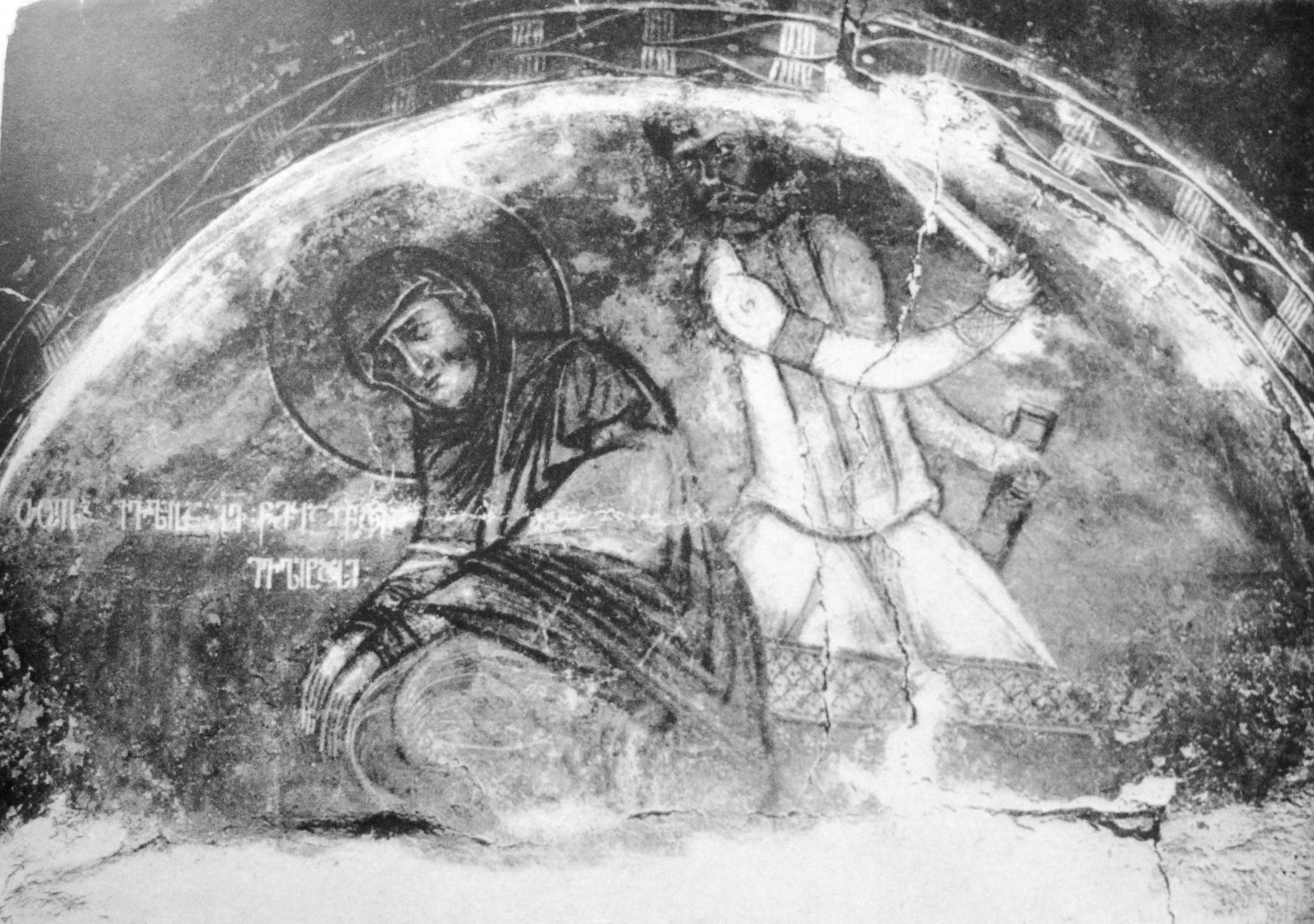
Мученичество святой Иулитты. Фреска из Лагурки.

Церковь богато украшена фресками с многочисленными пояснительными надписями на грузинском. Некоторые из них утрачены. Одна частично повреждённая надпись на западной стене датирует росписи 1111 или 1112 годами. Она называет меценатов — азнаури общины Кала — и упоминает художника, чье имя определено — по аналогии с двумя сванскими церквями Ипрари и Накипари — как Тевдоре. Изображения на апсиде и в иконостасе, повреждённые землетрясением, были позже восстановлены неким Георгием, сыном Антона, как сказано в надписи на южном пилястре. Полукруг алтаря украшен деисусом, где Христос держит свиток с текстом от Иоанна 8:12: «Я свет миру; кто последует за Мною, тот не будет ходить во тьме». Имеются ещё четыре христологические сцены: Рождество, Распятие, Крещение и Воскресение на южной и северной стенах. Иконография также включает в себя изображения нескольких святых, таких как Варвара, Екатерина, Стефан, Кристина, Георгий и Феодор, а также две сцены мученичества святых, которым посвящена церковь, — Кирика и Иулитты. Росписи примечательны своей эмоциональной выразительностью и тщательно продуманным расположением. Размещение фресок следует архитектурному членению интерьера и предлагает символическую взаимосвязь между различными сценами и изображениями.
Лагурка содержит богатую коллекцию различных церковных предметов разных периодов времени. К ним относятся рукописи, кресты, иконы и утварь, как местного производства, так и привезенные из других мест в Грузии или за рубежом. Высоко почитаема так называемая икона «Шалиани», византийская икона с изображением Распятия.